# Ephedra holoptera
Ephedra holoptera là một loài thực vật hạt trần trong họ Ephedraceae. Loài này được Riedl mô tả khoa học đầu tiên năm 1963.